# Anthurium santiagoense
Anthurium santiagoense är en kallaväxtart som beskrevs av Thomas Bernard Croat. Anthurium santiagoense ingår i släktet Anthurium och familjen kallaväxter. Inga underarter finns listade.